# Пискорский, Георгий Августинович
Георгий Августинович Пискорский (10 июля 1913, Киев — 16 июля 1995, Киев) — украинский учёный, специалист в области машин и аппаратов лёгкой промышленности, доктор технических наук (1973), профессор, обладатель звания «Заслуженный деятель науки и техники Украины».

## Биография
Родился 10 июля 1913 года в Киеве в семье служащих. В 1932 году он окончил Киевский механический техникум по специальности «Холодная обработка металлов». После окончания техникума работал в должности конструктора Киевского завода «Большевик» (1932—1938), работу совмещал с обучением на вечернем отделении Киевского индустриального института. В 1938 году Пискорский приступил к работе в Киевском технологическом институте кожевенной промышленности (КТИЛП, на 2013 год Киевский национальный университет технологий и дизайна) на кафедре технологии металлов, где начал активно заниматься научной деятельностью. Диссертационную работу в области динамики автоматических устройств Пискорский завершил весной 1941 года, но дальнейшая научная работа была прервана Великой Отечественной войной. Во время войны был занят в области исследований ремонта автотракторной техники, за что в 1947 году был награждён медалью «За доблестный труд в годы Великой Отечественной войны».
- 1946—1953 гг. — главный инженер ремонтно-механических мастерских в г. Киев.
- 1953—1955 гг. — доцент кафедры деталей машин КТИЛП.
- 1954 г. — защита диссертации на соискание учёной степени кандидата технических наук по теме «Автоматический контроль мелких наружных резьб».
- 1955—1983 гг. — заведующий кафедрой машин и аппаратов машин и аппаратов лёгкой промышленности КТИЛП (в этом промежутке в КТИЛП были периоды, когда существовали две кафедры машин лёгкой промышленности: машин и аппаратов кожевенного и обувного производств, которую возглавлял Пискорский, и машин и аппаратов швейного и трикотажного производств, которую возглавлял Пищиков Вячеслав Алексеевич.
- 1973 г. — защита диссертации на соискание учёной степени доктора технических наук по теме «Исследование процессов автоматической загрузки машин».

## Награды, премии
Получил звание «Заслуженного деятеля науки и техники Украины», медаль «За доблестный труд в годы Великой Отечественной войны», Почётный знак Минвуза СССР «За отличные успехи в работе», многочисленные грамоты Минвуза СССР за работу в редакции Всесоюзного журнала «Известия Вузов. Технология лёгкой промышленности».

## Основные достижения, труды
Подготовил около 50 кандидатов технических наук, около 5 докторов технических наук, опубликовано свыше 300 научных публикаций, монографии «Обувные машины и гидропривод», «Гидравлические и пневматические устройства машин», участвовал в создании кафедр машин и аппаратов лёгкой промышленности в Киеве, Улан-Удэ, Хмельницком, Джамбуле, вёл по распоряжению Минвуза всеукраинскую комплексную программу «Роботы», больше 20 лет был заместителем главного редактора Всесоюзного научного журнала «Известия Вузов. Технология лёгкой промышленности». Его работы были посвящены автоматизации многих сложных процессов изготовления изделий из кожи: автоматизированной сборки плоских и объёмных заготовок обуви и кожгалантерейных изделий, раскрою кожевенных материалов, передачи заготовок из кожи на рабочую позицию агрегата для обработки, автоматизированным загрузочным устройствам и так далее. К примеру, только по теме автоматизированных загрузочных устройств в обувном производстве было защищено свыше 21 диссертации под его руководством, и работа в этой области продолжается, опираясь на достижения его научной школы. Технические решения, предложенные им в приведённых областях, были и остаются новаторскими, легшими в основание методик проектирования соответствующего оборудования лёгкой промышленности. Его ученики на 2013 год являются выдающимися учёными в области машиноведения лёгкой промышленности и создателями научных школ по машинам и аппаратам лёгкой промышленности в различных странах. Среди них Скиба Николай Егорович — ректор Хмельницкого национального университета, Поломошных Сергей Прокопьевич — заведующий кафедрой «Машины и аппараты лёгкой промышленности» Восточно-Сибирского государственного университета технологий и управления (г. Улан-Удэ), Драпак Георгий Мефодиевич — директор института механики и информатики Хмельницкого национального университета, Злотенко Борис Николаевич — заместитель главного редактора журналов «Вестник Киевского национального университета технологий и дизайна» и «Технологии и дизайн», заведующий кафедрой электромеханических систем Киевского национального университета технологий и дизайна и другие. В 2013 году к столетию Пискорского Георгия Августиновича руководство Хмельницкого национального университета организовало Международную научно-практическую конференцию «Совершенствование оборудования лёгкой промышленности и сложной бытовой техники», объединившую учеников Георгия Августиновича из следующих стран: России, Украины, Беларуси и Польши.

### Научные труды
- Пискорский, Г. А. Использование вибропневматических устройств в лёгкой промышленности : [Аналит. обзор] / Г. А. Пискорский, В. Н. Шершнев, М. Н. Мисюров; Каз. НИИ НТИ и техн.-экон. исслед. — Алма-Ата : КазНИИНТИ, 1990. — 48 с.
- Пискорский, Г. А. Автоматизация процессов обработки деталей обуви [Текст] : (Опыт Львовской обувной фирмы «Прогресс») / Г. А. Пискорский, С. С. Вахновский, кандидаты техн. наук, А. А. Штерн. — Киев : [б. и.], 1967. — 50 с.
- Пискорский, Г. А. Гидравлические и пневматические устройства машин лёгкой промышленности [Текст] : Конструкция и расчёт / Г. А. Пискорский, Н. А. Сивченко. — Москва ; Киев : Машгиз. [Юж. отд-ние], 1962. — 214 с.
- Пискорский, Г. А. Обувные машины с гидроприводом [Текст] / Г. А. Пискорский, Н. А. Сивченко. — Киев : Гостехиздат УССР, 1963. — 172 с.
- Флинк, Ю. И. Механизация кожевенного производства / Ю. И. Флинк, Г. А. Пискорский, В. В. Горбань. — Киев: Техніка, 1985. — 168 с.
- Пискорский, Г. А. Исследование процессов автоматической загрузки обувных машин: Автореф. дис. … д-ра техн. наук : Спец. 05-180. «Машины и оборудование лёгкой промышленности» / Г. А. Пискорский ; МТИЛП. — М., 1971. — 50 с.